# アミグダリン
アミグダリン (英: amygdalin、C20H27NO11) またはレートリル (英: laetrile)とは、サクランボ、ウメ、アンズ、モモ、ビワなどのバラ科サクラ属植物の種子に多く含まれる青酸配糖体の一種であり、未成熟な果実や葉、樹皮にも微量含まれる。
サプリメント等に配合され、俗に「がんに効く」などと言われているが、人を対象にした信頼性の高い研究でがんの治療や改善、延命に対して効果はなく、むしろ青酸中毒を引き起こす危険性があると分かっている。過去にアミグダリンをビタミンの一種とする主張があったが、生体の代謝に必須な栄養素ではなく、欠乏することもないため、現在では否定されている。アメリカ食品医薬品局（FDA）は、癌治療に何の効果も示さない非常に毒性の高い製品であり、本来の医療を拒否したり開始が遅れることにより命が失われていると指摘し、アメリカでの販売を禁止している。

## 解説
アミグダリン自体は無毒であるが、経口摂取することで、同じく植物中に含まれる酵素エムルシンや、ヒトの腸内細菌がもつ酵素β-グルコシダーゼによって体内で分解され、シアン化水素（青酸）を発生させる。
シアン化水素はごく少量であれば安全に分解されるが、ある程度摂取すれば嘔吐、顔面紅潮、下痢、頭痛等の中毒症状を生じ、多量に摂取すれば意識混濁、昏睡などを生じ、死に至ることもある。
熟した果肉や加工品を通常量摂取する場合には、安全に食べることができる。アミグダリンは果実の成熟に従い、植物中に含まれる酵素エムルシンによりシアン化水素（青酸）、ベンズアルデヒド（アーモンドや杏仁、ビワ酒に共通する芳香成分）、グルコースに分解されて消失する。この時に発生する青酸も揮散や分解で消失していく。また、加工によっても分解が促進される。
しかし、種子のアミグダリンは果肉に比べて高濃度であるため、成熟や加工によるアミグダリンの分解も果肉より時間がかかる。種子がアミグダリンを持つのは自分自身を守るためにあると考えられ、外的ショックを受けてキズが入った種子には1000 - 2000ppmという高濃度のシアン化水素を含むものもある。生の種子を粉末にした食品の中には、小さじ1杯程度の摂取量で安全に食べられるシアン化水素の量を超えるものある。2017年に高濃度のシアン化合物（アミグダリンやプルナシン）が含まれたビワの種子の粉末が発見されたことにより、厚生労働省は天然にシアン化合物を含有する食品と加工品について、10ppmを超えたものは食品衛生法第6条の違反とすることを通知した。海外ではアンズの種子を食べたことによる死亡例が報告されている。欧州食品安全機関（EFSA）は、アミグダリンの急性参照用量(ARfD）（毎日摂取しても健康に悪影響を示さない量）を20μg/kg体重と設定した。その量は小さなアンズの仁で小児は半分、成人は1 - 3個程度である。急性中毒については小児で5個以上、成人で20個以上との報告がある。アミグダリンの最小致死量は50mg/kgであり、3gのサプリメント摂取による死亡報告がある。

## アミグダリンの食品利用と健康被害
アミグダリンを含む食品あるいはそれを加工した商品はアーモンド、杏仁豆腐、ビワ酒や枇杷茶、カリン漬等広範囲にわたる。アミグダリン分解産物のベンズアルデヒドが独特の芳香をもつため広く利用されている。
古くからビワやアンズなどの葉や種子は、生薬として咳止め等に使用されてきたが、これはアミグダリンを薬効成分としてごく少量使い、その毒性を上手に薬として利用したものである。薬効を期待して利用する場合は必ず医療従事者に相談し、自己判断での摂取は避けるようにする。
癌（悪性腫瘍）に効く成分とされることがあるが、米国国立癌研究所(NCI)は、癌への治療や改善、延命などに対して効果がなく、逆に青酸中毒を起こし死に至る恐れがあることを指摘している。
また、アミグダリンをビタミンB17として扱った事があったが過去の話で、現在では否定されている。健康食品（サプリメント）などに配合される事もあるが、生体の生命活動に必須となる栄養素ではなく、欠乏症の症例も出ていない事からビタミンの定義から外れてしまう。つまり、アミグダリンはビタミンとは言えない。それどころか、サプリメントとして使用したために青酸中毒となり、健康障害を引き起こしたり、場合によっては死に至るなどおよそ健康とはかけ離れた結果となった例が多数報告されている。なお、米国では米国食品医薬品局(FDA)により、アミグダリンの販売は禁止されている。そのほか、ビタミンCと共に摂取すると、相互作用によりアミグダリン由来の毒性が高まる例が報告されている。
国立健康・栄養研究所は、「癌に効き、癌細胞だけを攻撃する」「ビタミンの一種であり、アミグダリンの欠乏が癌や生活習慣病の原因となる」などといったアミグダリンの持つとされる健康効果について、その科学的根拠が確認できない、あるいは否定されているにもかかわらず、その健康効果を強調した健康食品が後を絶たないことや、そのような健康効果について特別な期待をして過剰摂取することは健康障害を招く危険性があるとして注意を呼びかけている。

### ビワ、アンズ
厚生労働省は、アンズやビワなどの種子を利用したレシピの掲載についても注意喚起を行っている。家庭で生のアンズやビワの仁から杏仁豆腐を作ると、調理実験により数分煮るだけではシアン化物が全て除去されないことが報告されている。場合によっては1 - 2食分の杏仁豆腐でシアン化物の急性参照用量(ARfD)を超えることが考えられる。
2018年に国民生活センターは、ビワの葉と種子を原材料とした4銘柄の健康茶のシアン化合物濃度を測定し、種子を原材料とした3銘柄からは1パックにつきシアン化合物が160 - 660ppm検出された。商品に記載された方法で浸出したものは1.7 - 7.3ppmと健康に悪影響を示す量ではなかったが、飲用量や淹れ方によっては10ppmを超える可能性がある。結果を受け国民生活センターは、事業者へは品質管理の徹底を、行政機関には指導の徹底を要望した。また消費者には、ビワの種子などを原材料にした健康食品等は、利用する必要性をよく考え、利用する場合は、製造者等により原材料や製品、摂取する状態でのシアン化合物の濃度が調べられているかを確認し、1度に多量に摂取しないようアドバイスをしている。
日本のアンズの仁はほとんどがアミグダリンを多量に含む苦杏仁である。

### ウメ
シアン化水素（青酸）の致死量は50 - 60mg程度であり、青梅（未熟な梅の実）1粒から生じる青酸量は0.15mg程度なため、青梅100 - 300個を1度に摂取しないと致死量には達しない。しかし中毒を引き起こす可能性があるため青梅の生食は避けるようにする。また、種子のアミグダリンは果肉に比べて高濃度である。
2018年に国民生活センターは、ウメを原材料とした4銘柄の国産ウメエキスのシアン化合物濃度を測定した。シアン化合物は6.5 - 18ppm検出され､3銘柄で10ppmを超えていた。1日量に換算すると健康に影響する量ではないものの、結果を受け国民生活センターは、事業者へは品質管理の徹底を、行政機関には指導の徹底を要望した。また消費者には、ウメの種子などを原材料にした健康食品等は、利用する必要性をよく考え、利用する場合は、製造者等により原材料や製品、摂取する状態でのシアン化合物の濃度が調べられているかを確認し、1度に多量に摂取しないようアドバイスをしている。